# Werner Forman
Werner Forman (13. ledna 1921, Praha – 13. února 2010, Londýn) byl český fotograf, známý zejména svými uměleckými knihami o starověkých civilizacích a neevropských kulturách.

## Život a dílo
Od roku 1936 spolupracoval s Československými státními aeroliniemi, pro které fotografoval letadla. Za druhé světové války fotografoval válečné zločiny v Terezíně, byl zajat, uprchl, byl znovu zajat a nasazen u Mnichova, kde málem zemřel na spálu. Protože jeho matka byla Židovka, byl nacisty poslán s rodiči i bratrem ke konci války do koncentračního tábora. Po druhé světové válce se specializoval na orientální umění. Jeho první kniha byla věnována umění Číny, kde poté strávil šest měsíců na pozvání. Publikoval více než 80 knih se svými fotografiemi. Texty v nich byly většinou psány specialisty v dané oblasti. Odlehčeným dílem je humorná kniha Motivy z amfor, kterou ilustroval kreslíř, karikaturista, ilustrátor a humorista Jiří Winter Neprakta. Od roku 1968 žil a pracoval převážně v Londýně, ale navštívil také mnoho světových míst a muzeí. V roce 1994 vyšla v češtině jeho kniha Posmrtný život na Nilu. V roce 1997 se v Národním muzeu konala výstava jeho fotografií pod názvem Kouzlo starého Egypta: umění čtyř tisíciletí ve fotografii Wernera Formana.